# Монтеверде (Италия)
Монтеверде (итал. Monteverde) — коммуна в Италии, располагается в регионе Кампания, в провинции Авеллино.
Население составляет 920 человек (2008 г.), плотность населения составляет 24 чел./км². Занимает площадь 39 км². Почтовый индекс — 83049. Телефонный код — 0827.
Покровительницей коммуны почитается святая Екатерина Александрийская, празднование 25 ноября.

## Демография
Динамика населения:

## Администрация коммуны
- Официальный сайт: http://www.comune.monteverde.av.it